# Кассегрен (лунный кратер)
Кратер Кассегрен (лат. Cassegrain) — крупный древний ударный кратер в южном полушарии обратной стороны Луны. Название присвоено в честь французского оптика Лорана Кассегрена (прибл. 1629—1693) и утверждено Международным астрономическим союзом в 1970 г. Образование кратера относится к нектарскому периоду.

## Описание кратера
Ближайшими соседями кратера Кассегрен являются кратер Куглер на западе-юго-западе; кратер Лебедев на северо-западе; кратер Пикельнер на северо-востоке; кратер Кимура на юге-юго-востоке и кратер Пристли на юге-юго-западе. На юго-востоке от кратера находится долина Планка. Селенографические координаты центра кратера 51°57′ ю. ш. 113°18′ в. д. / 51,95° ю. ш. 113,3° в. д., диаметр 56,7 км, глубина 2,4 км.
Кратер Кассегрен имеет полигональную форму, слегка удлинен в направлении северо-запад – юго-восток, значительно разрушен. Вал скруглен, внутренний склон вала сохранил следы террасовидной структуры, у его подножия видны осыпи пород, особенно сильное обрушение пород произошло в северо-западной части склона. Высота вала над окружающей местностью достигает 1170 м , объем кратера составляет приблизительно 2 500 км3. Дно чаши сравнительно ровное кроме пересеченного северо-западного участка, без приметных структур, имеет альбедо несколько меньшее чем окружающая местность. В чаше кратера находится небольшой центральный пик.

## Сателлитные кратеры
| Кассегрен | Координаты                                              | Диаметр, км |
| --------- | ------------------------------------------------------- | ----------- |
| B         | 49°34′ ю. ш. 114°38′ в. д. / 49,57° ю. ш. 114,64° в. д. | 27          |
| H         | 52°50′ ю. ш. 115°40′ в. д. / 52,84° ю. ш. 115,66° в. д. | 29,8        |
| K         | 54°27′ ю. ш. 113°53′ в. д. / 54,45° ю. ш. 113,88° в. д. | 16,4        |

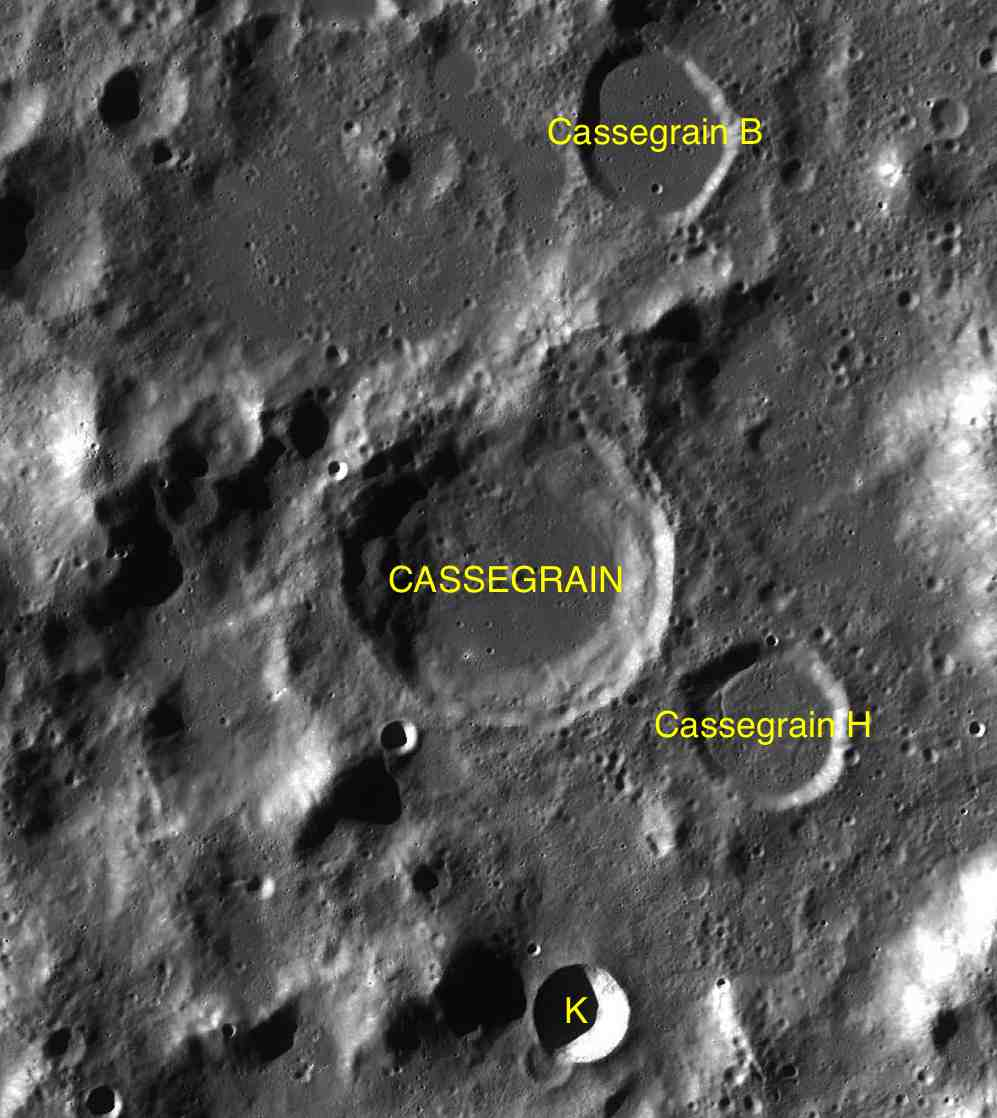
Фрагмент карты LAC-130.

- Образование сателлитного кратера Кассегрен B относится к нектарскому периоду[1].

## См.также
- Список кратеров на Луне
- Лунный кратер
- Морфологический каталог кратеров Луны
- Планетная номенклатура
- Селенография
- Минералогия Луны
- Геология Луны
- Поздняя тяжёлая бомбардировка